# Гром (фильм, 1929)
Гром (англ. Thunder) — американский немой романтический фильм, снятый в 1929 году режиссёром Уильямом Найем. Премьера состоялась 8 июля, 1929 года.
В настоящее время фильм считается утерянным, так как спустя много лет повторно в кинотеатрах не показывался и официально не выходил на видео. Всё что есть в интернете — список актёров, съёмочная группа, постеры и кадры.

## Сюжет
Грампи Андерсон — старый железнодорожный инженер, который одержим тем, чтобы его поезд шел по расписанию, чего бы это ни стоило. Два его сына тоже железнодорожники, но не разделяют его целеустремленности, что приводит к смерти одного сына, а драка с другим в похоронной машине первого сына приводит к аварии и понижению Ворчуна до механика на верфях. Его искупление приходит во время наводнения на Миссисипи, когда он снова вынужден служить пилотом поезда помощи вместе со своим выжившим сыном.

## В ролях
- Лон Чейни — Грампи Андерсон
- Филлис Хейвер — Зелла
- Джеймс Мюррэй — Томми
- Том Кин — Джим
- Фрэнсис Моррис — Молли
- Уолли Олбрайт мл. — Дэйви

## Производство

### Съёмки
Фильм снимался в Манитовоке, Грин-Бее, Пуласки, Грин-Вэлли и Чикаго.

### Выпуск
Фильм был выпущен в кинотеатрах 8 июля, 1929 года кинокомпанией Metro-Goldwyn-Mayer, получил положительные отзывы и при бюджете 352 тыс. долларов собрал 1 млн долларов.

## Дальнейшая судьба
Фильм считается утерянным, поскольку считается что его копии были уничтожены вовремя пожара киноархива студии Metro-Goldwyn-Mayer в 1967 году.
Доступны только кадры, постеры, съёмочная группа и список актёров.